# Dománovice
Dománovice (en allemand : Domanowitz) est une commune du district de Kolín, dans la région de Bohême-Centrale, en République tchèque. Sa population s'élevait à 120 habitants en 2020.

## Géographie
Veliš se trouve à 13 km au nord-est de Kolín et à 64 km à l'est de Prague.
La commune est limitée par Choťovice au nord, par Radovesnice II au nord, à l'est et au sud, et par Polní Chrčice à l'ouest.

## Histoire
La première mention écrite de la localité date de 1378.